# تریما
تریما (انگلیسی: Threema) شرکت نرم‌افزار سوئیسی است، که در سال ۲۰۱۲ تأسیس شد.